# Lista de freguesias de Barcelos
O concelho de Barcelos encontra-se subdividido em 61 freguesias.
| Nome                                                            | População (2011) | Área (km²) | Densidade (hab/km²) |
| --------------------------------------------------------------- | ---------------- | ---------- | ------------------- |
| Abade de Neiva                                                  | 2024             | 7,50       | 269,9               |
| Aborim                                                          | 891              | 6,18       | 144,2               |
| Adães                                                           | 790              | 2,69       | 293,7               |
| Airó                                                            | 913              | 3,02       | 302,3               |
| Aldreu                                                          | 904              | 4,80       | 188,3               |
| Alheira e Igreja Nova                                           | 1456             | 10,17      | 143,2               |
| Alvelos                                                         | 2145             | 3,38       | 634,6               |
| Alvito (São Pedro e São Martinho) e Couto                       | 1438             | 8,54       | 168,4               |
| Arcozelo                                                        | 12840            | 3,44       | 3732,6              |
| Areias                                                          | 1014             | 2,51       | 404                 |
| Areias de Vilar e Encourados                                    | 1879             | 10,17      | 184,9               |
| Balugães                                                        | 841              | 2,73       | 308,1               |
| Barcelinhos                                                     | 1781             | 2,76       | 645,3               |
| Barcelos, Vila Boa e Vila Frescainha (São Martinho e São Pedro) | 11108            | 9,30       | 1194,4              |
| Barqueiros                                                      | 1957             | 8,07       | 242,5               |
| Cambeses                                                        | 1300             | 3,31       | 392,7               |
| Campo e Tamel (São Pedro Fins)                                  | 1521             | 4,81       | 316,2               |
| Carapeços                                                       | 2277             | 8,12       | 280,4               |
| Carreira e Fonte Coberta                                        | 2033             | 5,29       | 384,3               |
| Carvalhal                                                       | 1391             | 2,58       | 539,1               |
| Carvalhas                                                       | 691              | 3,49       | 197,4               |
| Chorente, Góios, Courel, Pedra Furada e Gueral                  | 2568             | 16,09      | 159,6               |
| Cossourado                                                      | 825              | 6,44       | 128,1               |
| Creixomil e Mariz                                               | 1208             | 6,98       | 173,1               |
| Cristelo                                                        | 1875             | 7,71       | 242,9               |
| Durrães e Tregosa                                               | 1409             | 6,73       | 209,4               |
| Fornelos                                                        | 803              | 4,29       | 187,2               |
| Fragoso                                                         | 2193             | 12,59      | 174,2               |
| Galegos (Santa Maria)                                           | 2987             | 4,59       | 650,8               |
| Galegos (São Martinho)                                          | 1930             | 3,12       | 618,6               |
| Gamil e Midões                                                  | 1386             | 5,84       | 237,7               |
| Gilmonde                                                        | 1516             | 5,58       | 271,7               |
| Lama                                                            | 1271             | 3,27       | 388,7               |
| Lijó                                                            | 2306             | 4,42       | 521,7               |
| Macieira de Rates                                               | 2083             | 7,85       | 265,4               |
| Manhente                                                        | 1703             | 3,91       | 435,5               |
| Martim                                                          | 2375             | 5,32       | 446,4               |
| Milhazes, Vilar de Figos e Faria                                | 2066             | 12,14      | 170                 |
| Moure                                                           | 925              | 2,54       | 364,2               |
| Negreiros e Chavão                                              | 2364             | 6,96       | 339,2               |
| Oliveira                                                        | 1004             | 5,46       | 183,9               |
| Palme                                                           | 1073             | 8,31       | 129                 |
| Panque                                                          | 680              | 6,29       | 108,1               |
| Paradela                                                        | 850              | 8,36       | 101,7               |
| Pereira                                                         | 1318             | 3,85       | 342,3               |
| Perelhal                                                        | 1749             | 6,80       | 257,2               |
| Pousa                                                           | 2272             | 6,63       | 342,7               |
| Quintiães e Aguiar                                              | 1190             | 7,36       | 161,7               |
| Remelhe                                                         | 1309             | 6,12       | 213,9               |
| Roriz                                                           | 2152             | 6,53       | 329,6               |
| Santa Eugénia de Rio Covo                                       | 1483             | 3,13       | 473,8               |
| Sequeade e Bastuço (São João e Santo Estêvão)                   | 1916             | 6,34       | 302,2               |
| Silva                                                           | 913              | 2,18       | 418,8               |
| Silveiros e Rio Covo (Santa Eulália)                            | 2151             | 8,23       | 261                 |
| Tamel (Santa Leocádia) e Vilar do Monte                         | 1420             | 11,06      | 128,4               |
| Tamel (São Veríssimo)                                           | 3025             | 3,33       | 908,4               |
| Ucha                                                            | 1420             | 4,27       | 332,6               |
| Várzea                                                          | 1904             | 2,95       | 645,4               |
| Viatodos, Grimancelos, Minhotães e Monte de Fralães             | 3814             | 12,40      | 307,6               |
| Vila Cova e Feitos                                              | 2564             | 15,73      | 163                 |
| Vila Seca                                                       | 1197             | 4,34       | 275,8               |

Freguesias que pertenceram ao município de Barcelos até às reformas liberais em 1835:
- pertencem ao município da Póvoa de Varzim - Aguçadoura, Amorim, Argivai, Balazar, Beiriz, Laúndos, Navais e Aver-o-Mar.[6]
- pertencem ao município de Vila Nova de Famalicão todas as freguesias deste concelho, criado em 1835 por desmembramento do concelho de Barcelos.
- pertencem ao município de Braga desde 1841- Cabreiros e Sequeira.